# Hulbælte

Quincunx-Muster

Hulbælte oder Hulbælterne (deutsch Lochbänder) sind eine Befundgattung aus der Eisenzeit Mittel- und West-Jütlands in Dänemark. Dabei handelt es sich um kleine runde Gruben, die fünf- bis siebenfach, in Quincunx-Mustern in Reihen von insgesamt drei bis vier Meter Breite über einige Entfernung durchs Land laufen. Hulbælterne wurden in erster Linie als gerade Linien angelegt, aber sie umgeben auch Dörfer.
Hulbælter sind von etwa 20 Orten in Dänemark, fast ausschließlich im zentralen und westlichen Jütland, bekannt. Der erste Lochgürtel wurde im Jahr 1960 in Green Toft, etwa 11 km von Torsted entdeckt. Die vielen Löcher waren schwer zu erklären und so erhielten die Anlagen bis 1999 keine weitere Aufmerksamkeit. Mit der Ausgrabung des Lochgürtels von Lystbæk Gard (auch Lystbækgaard), nördlich von Torsted und der Entdeckung einer Reihe bei Holstebro war klar, dass Hulbælter Aufmerksamkeit verdienten. 

## Fundplätze
In den 1960er und 1970er Jahren wurde beim Dorf Grøntoft in Westjütland eine über 600 Meter lange Löcherreihe entdeckt. Die Löcher mit einem Durchmesser von etwa 15 cm waren 15–20 cm tief und lagen in 5–7 Reihen nahe beieinander, die einen etwa 3,0 m breiten Gürtel bildeten. Eine Art Eingang in den Bereich war 12,5 m breit. Der Gürtel sah aus wie die Spuren einer Palisade, die einen Teil des Dorfes umschloss. Sie schien gleichzeitig mit der Siedlung entstanden zu sein, die in der Eisenzeit um 400 v. Chr. bestand.
Im Jahr 1991 wurde eine ähnliche Anlage in der Nähe von Lystbaekgaard, nahe der Hover Å, nur etwa 12 km von Grøntoft entfernt in Westjütland gefunden. Es war ein 3,5 m breiter Gürtel aus 7–9 Reihen eng beieinander liegender Löcher. Auf 100 Metern Länge wurden in Lystbaekgaard rund 2200 Löcher gezählt. In einem Ausgrabungsfeld endete das Löchersystem abrupt, um nach wenigen Metern weiter zu laufen, wie es auch an mehreren Stellen in Grøntoft der Fall war. Im Norden bog die Reihe ab. Sie bildete ein großes L von insgesamt über 200 Metern Länge. Zweifellos war der Gürtel ursprünglich noch länger, aber der Süden wurde durch Erosion zerstört. Im Norden verschwand er unter einer Straße und einer Plantage. Im Gegensatz zum hügeligen Gelände von Grøntoft lag der Hulbælte von Lystbaekgaard auf ebenem Gelände. 
Die Anlagen bei Lystbaekgaard und Grøntoft sind nicht die einzigen. Durch die Nøvling Plantation läuft ein ähnliches System von leicht versetzten Hulbælter und durch Bjødstrup auf der Autobahntrasse von Herning nach Bording ebenfalls. Bei Liseborg am Stadtrand von Viborg liegt ein gerader Hulbælte von fast 600 m Länge. Das Gleiche gilt für Rammedige südwestlich von Lemvig und Engedal zwischen Viborg und Holstebro.
Die Funktion der Hulbælterne wurde in den letzten Jahren kontrovers diskutiert. Alles deutet darauf hin, dass sie Annäherungshindernisse waren. Bei der Belagerung von Alesia im Jahr 52 v. Chr. sollen Caesars Truppen diese Technik (allerdings mit viel größeren Fallgruben) zum Schutz vor Ausfällen der Belagerten verwendet haben. Die Löcher blieben offen oder wurden mit Ästen und Zweigen bedeckt.